# Unalakleet
Unalakleet ist ein Ort im Nome Census Area des US-Bundesstaats Alaska. Beim United States Census 2019 hatte er 695 Einwohner mit einem Ureinwohner-Anteil von etwa  85 %.
Unalakleet liegt an der Ostküste des Norton Sounds an der Mündung des Unalakleet Rivers und bildet das westliche Ende der Unalakleet-Kaltag Portage, einer Verbindungsroute durch die Nulato Hills zwischen Norton Sound und Kaltag am Yukon River, die auch 1925 für die durch eine Diphtherieepidemie veranlasste Hundeschlittenstaffel nach Nome genutzt wurde.

## Geschichte
Der Name Unalakleet ist von dem Inupiaq-Wort „Una-la-thliq“ abgeleitet, das so viel bedeutet wie „wo der Südwind weht“.
Die Siedlung war lange Handelszentrum von Athabasken aus dem Alaska Interior und an der Küste lebenden Inupiat. In den 1830ern errichtete die Russisch-Amerikanische Kompagnie einen Handelsposten. 1901 erreichte eine vom United States Army Signal Corps gebaute, 975 km lange Telegrafenlinie von St. Michael aus die Stadt.